# Diagonal-Provença (metropolitana di Barcellona)
Diagonal-Provença è una stazione della FGC e della metropolitana di Barcellona; serve le linee L3, L5, L6 e L7 della metropolitana di Barcellona e le linee regionali del Metro del Vallès.
La stazione situata sotto l'incrocio tra il Passeig de Gràcia, l'Avinguda Diagonal e il Carrer de Balmes, è un importante nodo intermodale della città di Barcellona.

## Storia
- 1876: con il rapido sviluppo del distretto dell'Eixample, viene proposto il sotterramento del Tren de Sarrià che allora circolava in superficie per il Carrer Balmes.
- 1924: vengono inaugurati i binari del Gran Metro de Barcellona (futura L3) e aperta la stazione con il nome di Diagonal-Passeig de Gràcia.
- 1929: si termina il sotterramento della lina FGC e viene creata contestualmente la stazione sotterranea di Provença dove fermavano tutti i treni del Metro del Vallès.
- 1969: inaugurazione dei binari della L5.
- 1982: con la riorganizzazione delle linee e dei nomi la stazione assume l'attuale denominazione di Provença/Diagonal.
- 2007: iniziano i lavori di ristrutturazione e ampliamento della stazione.

## Accessi
- Passeig de Gràcia (Metro de Barcelona)
- Rambla de Catalunya (Metro de Barcelona)
- Carrer de Balmes (FGC)